# Pérasma
Pérasma (Perasma, Koutskovaini) är en ort i Grekland.   Den ligger i prefekturen Nomós Florínis och regionen Västra Makedonien, i den norra delen av landet, 400 km nordväst om huvudstaden Aten. Pérasma ligger 655 meter över havet och antalet invånare är 435.
Terrängen runt Pérasma är kuperad åt sydväst, men åt nordost är den platt.Runt Pérasma är det ganska glesbefolkat, med 25 invånare per kvadratkilometer. Närmaste större samhälle är Florina, 5,8 km nordväst om Pérasma. Trakten runt Pérasma består till största delen av jordbruksmark.